# Бесстрашненское сельское поселение
Бесстрашненское сельское поселение — муниципальное образование в составе Отрадненского района Краснодарского края России.
В рамках административно-территориального устройства Краснодарского края ему соответствует Бесстрашненский сельский округ.
Административный центр и единственный населённый пункт — станица Бесстрашная.

## География
Площадь территории — 102,9 км². Граничит с Лабинским районом.

## Население
| 2010 | 2012 | 2013 | 2014 | 2015 | 2016 | 2017 |
| ---- | ---- | ---- | ---- | ---- | ---- | ---- |
| 637  | ↘609 | ↘580 | ↗583 | ↘575 | ↘570 | ↘548 |
| 2018 | 2019 | 2020 | 2021 | 2023 |      |      |
| ↘537 | ↘528 | ↘527 | ↘504 | ↘501 |      |      |